# Zotye T700
Zotye T700 — среднеразмерный кроссовер, выпускаемый китайской компанией Zotye в 2017—2021 годах.

## Описание
Zotye T700 дебютировал в 2016 году на автосалоне в Шанхае. Изначально автомобиль назывался Zotye T600S, хотя в иерархии он был расположен выше Zotye T600. Цены варьировались от 106800 до 155800 юаней.
Название Zotye T700 использовалось на этапе разработки Zotye SR9, однако позднее автомобиль был переименован в Zotye SR8. Во Вьетнаме автомобиль назывался Zotye Z8.
Конкурентами являются Range Rover Evoque и Maserati Levante. При разработке интерьера компания ориентировалась на автомобили Porsche. Система навигации GPS T700 напоминает девятипунктирную линию в Южно-Китайском море.